# Crónica d'Aragón
Crónica d'Aragón és la traducció al castellà feta per Juan de Molina l'any 1524 de l'obra De Aragoniae Regibus et eorum rebus gestis libri V, de Lucio Marineo Sículo, publicada el 1509. L'obra és una crònica renaixentista dels reis d'Aragó escrita en 5 llibres. També és coneguda pel nom "Historia de los reyes de Aragón desde sus orígenes legendarios hasta Fernando el Católico". L'obra destaca en el seu llibre quart en el qual relata la geneologia dels Reis d'Aragó i Comtes de Barcelona i en detall l'origen heràldic dels escuts de la Corona d'Aragó.